# Sidomukti (Kisaran Barat)
Sidomukti is een bestuurslaag in het regentschap Asahan van de provincie Noord-Sumatra, Indonesië. Sidomukti telt 5003 inwoners (volkstelling 2010).